# أسامة رشيد الصفار
أسامة رشيد عبّاس الصفّار هو عالم لغة عربية عراقي. وهو يعمل بقسم اللغة العربية بكلية التربية ابن رشد بجامعة بغداد.

## مؤلفاته
- الأمثال العالمية: توافق الألفاظ وتشاطؤ الكنايات، دراسة تقابلية[2]
- المعرب والدخيل والألفاظ العالمية: دراسة نقدية تأثيلية في تاج العروس[3][2]
- المناظرات النحوية والصرفية: نشأتها وتطورها حتى نهاية القرن الثالث الهجري[3]
- ينبوع اللغة ومصادر الألفاظ: رؤية جديدة في المفهوم التراثي[2]
- اللغة الثنائية المحوسبة (Franco arab): واقعها وأبعادها في العربية المعاصرة[1]